# ノット・トゥー・レイト
『ノット・トゥー・レイト』（原題：Not Too Late'）は、2007年1月30日にブルーノート・レコードからリリースされた、アメリカ人シンガーソングライター、ノラ・ジョーンズの3枚目のスタジオアルバム。このアルバムは、ジョーンズの以前のアルバム『ノラ・ジョーンズ』および『フィールズ・ライク・ホーム』に参加していたソングライター兼ベーシストのリー・アレクサンダーがプロデュースしている。このアルバムは、Billboard 200に1位で初登場し、ジョーンズの3枚連続のナンバー1アルバムとなった。

## 背景と録音
ジョーンズは2004年から2005年にかけてツアーに参加した際に、アルバムに収録されている曲のほとんどを書き下ろしている。例えば、「アンティル・ジ・エンド」は南太平洋で、「ロージーの子守唄」はオーストラリアで、「ザ・サン・ダズント・ライク・ユー」はブラジルで書かれている。 ジョーンズは1999年に当時のWax Poeticのバンド仲間だったイルハン・エルサヒン(Ilhan Ersahin)と共に「シンキング・アバウト・ユー」を書いたが、彼女はこの曲が ポップ・ソングになりすぎていると考え、『フィールズ・ライク・ホーム』のために録音したバージョンを却下した。 ジョーンズはツアー中にアコースティックギターを持ち、以前よりも多くの曲を書いていた。「ギターはシンプルで、ピアノよりも持ち運びが簡単です」と彼女は言った。
ツアー終了後、ジョーンズはアレクサンダーと一緒にアルバムのレコーディングを始め、彼は曲の歌詞を「微調整」し、「より良い形に引っ張っていった」とジョーンズは語っている。 『ノット・トゥー・レイト』は、ほとんどがジョーンズの自宅スタジオでレコーディングされたもので、2006年夏に亡くなったプロデューサーのアリフ・マーディンを介さずにレコーディングした最初のアルバムとなった。ジョーンズはこのセッションを「楽しく、リラックスして、簡単に」と表現しており、締め切りもなく、ブルーノート・レコードの重役たちは自分たちがアルバムを録音していることを知らなかったと言われています。セッションの多くは、ジョーンズの友人や、彼らが推薦したミュージシャンに演奏を依頼するなど、"その場しのぎ "で行われたものだった。 アルバムには、オルガニストのラリー・ゴールディングス、シンガーソングライターのM・ウォード、クロノス・カルテットのチェリスト、ジェフ・ジーグラーがゲスト参加している。ジョーンズは、このアルバムの曲は以前の曲に比べて「それほどカットアンドドライではなく」、「曲にひねりがある」と語っています。彼女の以前のアルバムとは対照的に、ピアノ、オルガン、ワーリッツァーはギターほど目立っておらず、「ピアノはミックスの中では常に大音量で演奏されているけど、ファンキーな演奏をしている時以外は、ピアノがメインのリズム楽器になることはあまり気にしたことはありません。私はいつもギターがリズム楽器として好きなのです」とジョーンズは説明している。

## 評論家の反応
| 専門評論家によるレビュー         | 専門評論家によるレビュー |
| 総スコア                         | 総スコア                 |
| 出典                             | 評価                     |
| -------------------------------- | ------------------------ |
| Metacritic                       | 68/100                   |
| レビュー・スコア                 |                          |
| 出典                             | 評価                     |
| オールミュージック               | [ 5 ]                    |
| エンターテイメント・ウィークリー | B−                       |
| ガーディアン                     | [ 7 ]                    |
| ロサンゼルス・タイムズ           | [ 8 ]                    |
| オブザーバー                     | [ 9 ]                    |
| PopMatters                       | (7/10)                   |
| ローリング・ストーン             | [ 11 ]                   |
| Slant Magazine                   | "                        |
| Sputnikmusic                     | [ 13 ]                   |
| Stylus                           | B−                       |

『ノット・トゥー・レイト』は音楽評論家から概ね肯定的なレビューを受けている。主流の批評家からのレビューに100点満点中の評価をつけるMetacriticでは、このアルバムの平均スコアは100点満点中68点で、23のレビューをもとに「概ね良好なレビュー」を示している。
『モジョ』はこのアルバムに5つ星のうち4つの星を与え、その大部分は「予想外の美味しい平穏な闇とノイローゼを伴うを鼻歌」と述べている。 Uncutもこの作品に4つ星を与え、「『ノット・トゥー・レイト』で特に大胆なのは、ジョーンズと（プロデューサーのリー・）アレクサンダーが自分たちの曲と、リスナーの興味を引きつけるために彼女の憂鬱な歌声を信頼していることだ」と述べている。" musicOMHHも同様にこの曲に4つ星を与え、「この趣のある、感じの良いナンバーのコレクションは、世界が燃え上がるようなものではありませんが、家に帰ってくるための暖かくて快適なものを提供しています」と述べている。 Now は星5つのスコアのうち4つの星を与え、「ジョーンズのソングライター、ミュージシャンとしての進化のための非常に良いショーケース」と呼んでいる。 The Phoenix は星4つのうち3つ星を付けて、ジョーンズについて「愛するほどエキサイティングではないが、彼女はそれでもほとんどの物を偽の馬鹿げた音のように聞こえる」と言った。 Hartford Courant は肯定的なレビューを行い、ジョーンズについても「繊細さは彼女の最初の2つのレコードの特徴であり、それは『ノット・トゥー・レイト』にも引き継がれており、違いさえも控えめで控えめなものになっている」と述べている。
その他のレビューは平均的または混合的なものとなっている：The Austin Chronicle 紙はこのアルバムに5つ星のうち3つ星を与え、「ジョーンズはその繊細な空気の下にある喜ばしい努力をしている」と評している。 ヤフーミュージックUKは10点満点中6つ星を与え、「ノラのこれまでの最も個人的な曲のコレクション」と呼んでいる。 Drowned in Soundも同様に10点満点中6点を付け、「彼女のメガ・セラーでグラミー賞を受賞したアルバムのテンプレートよりも陰のある暗いアルバムだが、多くの新しい改心者を獲得する可能性は低く、ファンはこのアルバムがちょっとしたスローグのように感じるかもしれない」と述べている。 Q誌は5つ星のうち3つ星をつけて、「カントリー・ロックのバラードが多く、『ノット・トゥー・レイト』は最終的にはかなりの長丁場であることを証明している」と述べています。 Blender はこのアルバムに星5つのうち2つを与え、「その結果は、ゴージャスさと穏やかな、粒々しさと滑らかさの変異ウイルスである」と述べている。 『ヴィレッジ・ヴォイス』はそれを混合したレビューを与え、ジョーンズの声は「今でも『あの声』だが、重力がそれを飛ばせたことはなかった」と述べている。

### 表彰
2007年1月29日までに、このアルバムはAmazon.comで最も多くの予約注文を受けたアルバムとなり、ジョーンズのセカンドアルバム『フィールズ・ライク・ホーム』はAmazonの全期間での予約リストのトップ10に入った。 2006年12月初旬にアメリカでリリースされたアルバムからの1stシングル "Thinking About You" は、メジャーアーティストとしては初めてmp3形式で有料デジタルダウンロードが可能となった曲である。 "Not Too Late" は2007年初頭に台湾でラジオシングルとしてリリースされた。 1月23日から始まる1週間、アルバム全体がVH1.comの "Hear Music First" プログラムでストリーミング配信された。 ジョーンズは1月下旬に放映された英国のBBCラジオとテレビで1時間のパフォーマンスを記録し、 2月初旬にカナダのCitytvでライブ@ BT：Norah Jonesの同時放送を行った。 アルバムからの3枚目のシングルは、3月にリリースされた "Sinkin' Soon" だった。
ジョーンズは4月13日から5月12日まで、北米22日間のコンサート・ツアーを行う予定だった。そのうちの1つは4月28日のニューオーリンズ・ジャズ＆ヘリテージ・フェスティバルで行われる予定だった。 2008年2月16日、『ノット・トゥー・レイト』はギリシャ国際アルバム・チャートで14位に再登場し、翌週には13位まで上昇した。 8月18日、フランスのアルバムチャートでトップ10に返り咲き、7位に到達した。

## 商業的パフォーマンス
『ノット・トゥー・レイト』、最初の週に405,000枚を売り上げが、米国のBillboard 200で1位となった。 ニールセン・サウンドスキャンによると、このアルバムは150万枚を売り上げ、2007年のアメリカで18番目に売れたアルバムとなった。 イギリスでは、全英アルバム・チャートで1位を獲得し、チャート史上800枚目のナンバーワン・アルバムとなった。 アルバムは最初の週に60,500枚を売り上げた。 日本では36,400枚のセールスで5位でランクインし、 カナダでは初登場3万6,000枚を売り上げ、1位を獲得した。 オーストラリアでは、ARIAアルバムチャートで2位になり、35,000部の出荷でゴールド認定を受けた。 このアルバムはドイツやフランスを含む17カ国で1位を獲得した（詳細は「チャート」を参照）。EMIのプレスリリースによると、『ノット・トゥー・レイト』は2007年2月の時点で21カ国でゴールドまたはプラチナの認定を受けている。 2月に、IFPIはアルバムをヨーロッパで100万部出荷するプラチナ認定を授与した。

## 収録曲
| #         | タイトル                                            | 作詞・作曲                             | 時間  |
| --------- | --------------------------------------------------- | -------------------------------------- | ----- |
| 1.        | 「あなたにいてほしい - Wish I Could」               | ノラ・ジョーンズ、リー・アレクサンダー | 4:17  |
| 2.        | 「シンキン・スーン - Sinkin' Soon」                 | ジョーンズ、アレクサンダー             | 4:37  |
| 3.        | 「ザ・サン・ダズント・ライク・ユー」                | ジョーンズ、アレクサンダー             | 2:59  |
| 4.        | 「アンティル・ジ・エンド - Until the End」          | ジョーンズ、アレクサンダー             | 3:55  |
| 5.        | 「ノット・マイ・フレンド - Not My Friend」          | ジョーンズ                             | 2:54  |
| 6.        | 「シンキング・アバウト・ユー - Thinking About You」 | ジョーンズ、イルハン・エルサヒン       | 3:20  |
| 7.        | 「ブロークン - Broken」                             | ジョーンズ、アレクサンダー             | 3:20  |
| 8.        | 「マイ・ディア・カントリー - My Dear Country」      | ジョーンズ                             | 3:24  |
| 9.        | 「ウェイク・ミー・アップ - Wake Me Up」             | ジョーンズ、アレクサンダー             | 2:46  |
| 10.       | 「ビー・マイ・サムバディ - Be My Somebody」         | ジョーンズ                             | 3:36  |
| 11.       | 「リトル・ルーム - Little Room」                    | ジョーンズ                             | 2:43  |
| 12.       | 「ロージーの子守歌 - Rosie's Lullaby」              | ジョーンズ、ダルー・オダ               | 3:56  |
| 13.       | 「ノット・トゥー・レイト - Not Too Late」           | ジョーンズ、アレクサンダー             | 3:31  |
| 合計時間: | 合計時間:                                           | 合計時間:                              | 45:22 |

日本盤ボーナス・トラック
- "2 Men" (ジョーンズ、アレクサンダー) – 2:30

### Deluxe version DVD
1. "Thinking About You" – music video
2. "Sinkin' Soon" – music video
3. "Until the End" – music video
4. "Thinking About You" – Making of....
5. "Sinkin' Soon" – Making of....
6. "Until the End" – live performance filmed in Burbank, CA, in November 2006
7. "Sinkin' Soon" – live performance filmed in Burbank, CA, in November 2006
8. "12 minutes interview" – with Norah Jones

## パーソネル
オールミュージックから。
| ミュージシャン - ノラ・ジョーンズ — アコースティック・ギター、メロトロン、ピアノ、ポンプ・オルガン、ヴォーカル、ワーリッツァー・エレクトリック・ピアノ - リー・アレクサンダー — 弓弾きベース、ベース・ギター、ラップ・スティール・ギター・ピチカート - アンドリュー・ボーガー — シンバル、ドラムス、マリンバ、平鍋、鍋 - ケヴィン・ブライト — マンドリン - ポール・ブライアン — キーボード - ホセ・ダビラ — チューバ - ラリー・ゴールディングス — ハモンドB3、オルガン - デヴィン・グリーンウッド — ハモンドオルガン - ジェシー・ハリス — アコースティック・ギター、バンジョー・ギター - J・ウォルター・ホークス — トロンボーン - リチャード・ジュリアン — ヴォーカル - ジュリア・ケント — チェロ、ピチカート - アダム・レヴィー — エレキギター、ボーカル - チャック・マッキノン — トランペット - トニー・メイソン — ドラムス - ビル・マッケンリー — テナーサックス - ロビー・マッキントッシュ — エレキギター - ダルー・オダ — ヴォーカル、口笛 - トニー・シェール — エレキギター - ロブ・スッドゥース — テナーサックス - M・ウォード — ボーカル - ジェフリー・ツァイグラー — チェロ | 技術 - リー・アレクサンダー - プロデューサー、ミキシング - グレッグ・カルビ - マスタリング - トッド・シャルファント - 写真撮影 - ジョシュ・ゴールド - プロダクトマネージャー - メラニー・リトル・ゴメス - 絵画 - ゴードン・H・ジー - クリエイティブ・ディレクター - ダニー・マルコウィッツ - A&R / A&R Admin. アシスタント - カーラ・レイトン - アートディレクション、デザイン - トム・シック - エンジニア、ミキシング - イーライ・ウルフ - A&R |

## チャート
| チャート (2007年)                      | 最高位 |
| -------------------------------------- | ------ |
| オーストラリア (ARIA)                  | 2      |
| Australian Jazz & Blues Albums (ARIA)  | 1      |
| オーストリア (Ö3 Austria)              | 1      |
| ベルギー (Ultratop Flanders)           | 1      |
| ベルギー (Ultratop Wallonia)           | 1      |
| カナダ (Billboard)                     | 1      |
| Croatian Albums (HDU)                  | 1      |
| チェコ (ČNS IFPI)                      | 3      |
| デンマーク (Hitlisten)                 | 1      |
| オランダ (MegaCharts)                  | 1      |
| European Albums (Billboard)            | 1      |
| フィンランド (Suomen virallinen lista) | 1      |
| フランス (SNEP)                        | 1      |
| ドイツ (Offizielle Top 100)            | 1      |
| Greek Albums (IFPI)                    | 5      |
| ハンガリー (MAHASZ)                    | 1      |
| アイルランド (IRMA)                    | 2      |
| イタリア (FIMI)                        | 5      |
| Japanese Albums (オリコン)             | 5      |
| ニュージーランド (RMNZ)                | 1      |
| ノルウェー (VG-lista)                  | 1      |
| ポーランド (ZPAV)                      | 1      |
| ポルトガル (AFP)                       | 5      |
| スコットランド (OCC)                   | 3      |
| スペイン (PROMUSICAE)                  | 3      |
| スウェーデン (Sverigetopplistan)       | 1      |
| スイス (Schweizer Hitparade)           | 1      |
| UK アルバムズ (OCC)                    | 1      |
| UK Jazz & Blues Albums (OCC)           | 1      |
| US Billboard 200                       | 1      |

| チャート (2007年)                        | 順位 |
| ---------------------------------------- | ---- |
| Australian Albums (ARIA)                 | 48   |
| Australian Jazz & Blues Albums (ARIA)    | 2    |
| Austrian Albums (Ö3 Austria)             | 11   |
| Belgian Albums (Ultratop Flanders)       | 7    |
| Belgian Albums (Ultratop Wallonia)       | 17   |
| Dutch Albums (MegaCharts)                | 8    |
| European Albums (Billboard)              | 6    |
| Finnish Albums (Suomen virallinen lista) | 53   |
| French Albums (SNEP)                     | 14   |
| German Albums (Offizielle Top 100)       | 5    |
| Hungarian Albums (MAHASZ)                | 28   |
| Italian Albums (FIMI)                    | 39   |
| Japanese Albums (Oricon)                 | 60   |
| New Zealand Albums (RMNZ)                | 35   |
| Swedish Albums (Sverigetopplistan)       | 10   |
| Swiss Albums (Schweizer Hitparade)       | 6    |
| UK Albums (OCC)                          | 76   |
| US Billboard 200                         | 18   |
| Worldwide Albums (IFPI)                  | 10   |

| チャート (2008年)                     | 順位 |
| ------------------------------------- | ---- |
| Australian Jazz & Blues Albums (ARIA) | 18   |

| チャート (2009年)                     | 順位 |
| ------------------------------------- | ---- |
| Australian Jazz & Blues Albums (ARIA) | 36   |

| チャート (2010年)                     | 順位 |
| ------------------------------------- | ---- |
| Australian Jazz & Blues Albums (ARIA) | 20   |

| チャート (2011年)                     | 順位 |
| ------------------------------------- | ---- |
| Australian Jazz & Blues Albums (ARIA) | 22   |

| チャート (2012年)                     | 順位 |
| ------------------------------------- | ---- |
| Australian Jazz & Blues Albums (ARIA) | 46   |

## 認定
| 国/地域                                             | 認定        | 認定/売上数 |
| --------------------------------------------------- | ----------- | ----------- |
| アルゼンチン (CAPIF) Album                          | Gold        | 20,000^     |
| アルゼンチン (CAPIF) Video                          | Gold        | 4,000^      |
| オーストラリア (ARIA)                               | Platinum    | 70,000^     |
| オーストリア (IFPI Austria)                         | 2× Platinum | 60,000*     |
| ベルギー (BEA)                                      | 2× Platinum | 100,000*    |
| ブラジル (ABPD)                                     | Gold        | 30,000*     |
| カナダ (Music Canada)                               | 2× Platinum | 200,000^    |
| デンマーク (IFPI Danmark)                           | Gold        | 20,000^     |
| ドイツ (BVMI)                                       | Platinum    | 200,000^    |
| 香港 (IFPI Hong Kong)                               | Gold        | 10,000*     |
| アイルランド (IRMA)                                 | Gold        | 7,500^      |
| 日本 (RIAJ)                                         | Gold        | 0^          |
| ニュージーランド (RMNZ)                             | Gold        | 7,500^      |
| ポーランド (ZPAV)                                   | Platinum    | 0*          |
| ロシア (NFPF)                                       | Gold        | 10,000*     |
| スウェーデン (GLF)                                  | Gold        | 20,000^     |
| スイス (IFPI Switzerland)                           | 2× Platinum | 60,000^     |
| Turkey (MÜ-YAP)                                     | Platinum    | 10,000      |
| イギリス (BPI)                                      | Gold        | 100,000^    |
| アメリカ合衆国 (RIAA)                               | 2× Platinum | 2,000,000^  |
| 概要                                                |             |             |
| ヨーロッパ (IFPI)                                   | Platinum    | 1,000,000*  |
| * 認定のみに基づく売上数 ^ 認定のみに基づく出荷枚数 |             |             |